# Línea H6 de la Red Ortogonal de Autobuses de Barcelona

La línea H6 u Horizontal 6 de Transportes Metropolitanos de Barcelona (TMB), es una línea de autobús de tránsito rápido en Barcelona. Forma parte de las líneas horizontales de la Red Ortogonal de Autobuses. La línea entró en servicio el 1 de octubre de 2012 sustituyendo a la línea regular 74. La línea une la Zona Universitaria situada en la Av. Diagonal y la estación intermodal de Fabra i Puig (Av. Meridiana con Pº Fabra i Puig), con una frecuencia en hora punta de 5-7min.

## Recorrido
El recorrido de la línea H6 es similar a la antigua línea 74, donde la mayoría de los cambios realizados en el recorrido respecto a la línea 74 se ubican en el barrio de Horta-Guinardó.
- De Fabra i Puig a Z. Universitaria por: Av. Meridiana, Pº Fabra i Puig, Pl. Virrei Amat, Av. Borbó, Pº Maragall, Av. Mare de Déu de Montserrat, Ronda Guinardó, Trav. de Dalt, Pl. Lesseps, Ronda General Mitre, Capità Arenas, Av. Diagonal, Pº Pius XII y Av. Diagonal.

- De Z. Universitaria a Fabra i Puig por: Av. Diagonal (Tramo central), Pl. Pius XII, Av. Diagonal, Gran Vía Carles III, Ronda General Mitre, Pl. Lesseps, Trav. de Dalt, Ronda Guinardó, Av. Mare de Déu de Montserrat, Periodistes, Ronda Guinardó, Ramon Albó, Escòcia y Av. Meridiana.

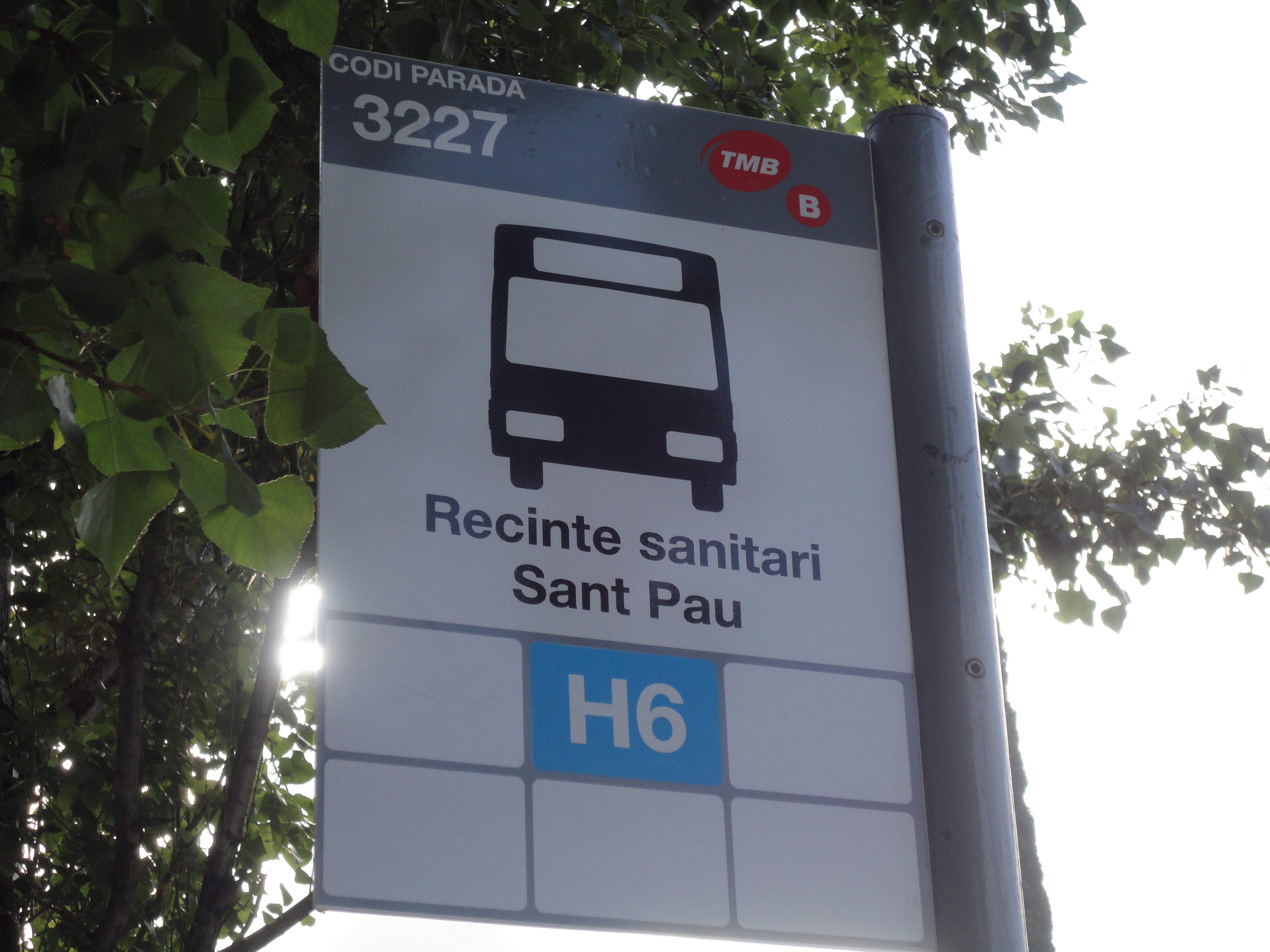
Parada de la H6 en el Hospital de la Santa Cruz y San Pablo en Barcelona.

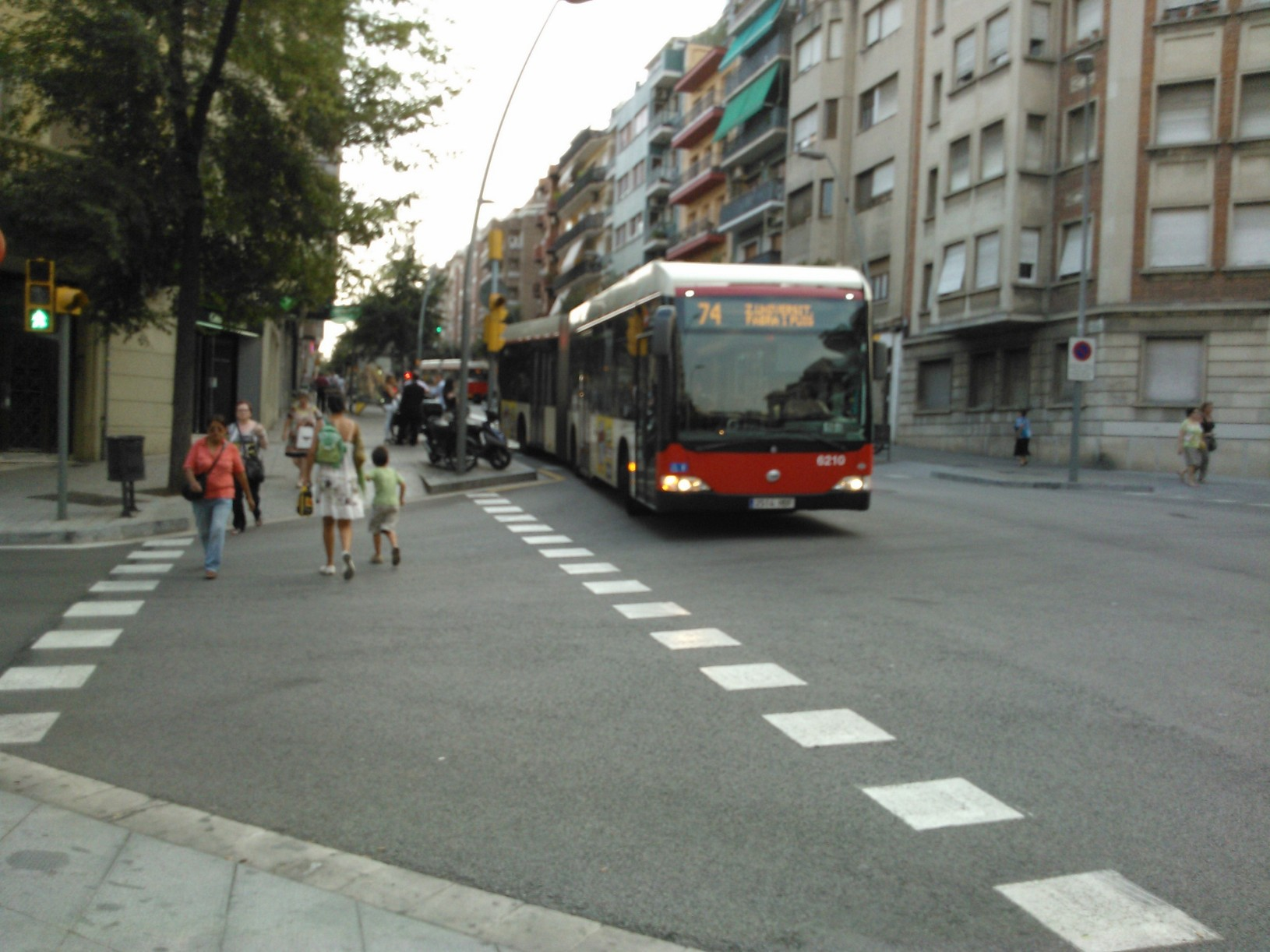
Antigua línea 74 que dejó de prestar servicio en la inauguración de la línea H6.

## Características de la línea
- Longitud Zona Universitaria - Fabra i Puig: 19'3km (51 paradas)
- Frecuencia:  5-7min (hora punta)
- Flota: 18 vehículos articulados
- Distancia media entre paradas: 350m

## Horarios
| H6         | Primer servicio A: Fabra i Puig | Primer servicio A: Zona Universitaria | Último servicio A: Fabra i Puig | Último servicio A: Zona Universitaria |
| Laborables | 07:00                           | 06:10                                 | 22:20                           | 21:35                                 |
| Sábados    | 08:20                           | 07:40                                 | 22:20                           | 21:35                                 |
| Festivos   | 09:20                           | 08:40                                 | 22:20                           | 21:35                                 |

## Otros datos
| Prestación                                      | Disponibilidad en la línea |
| ----------------------------------------------- | -------------------------- |
| Adaptada a                                      | Sí                         |
| TMB iBus (tiempo de espera)                     | Sí                         |
| Información del tiempo de espera en las paradas | Sí (60% de las paradas)    |
| Pantallas informativas                          | Sí                         |
| Televisión dentro del autobús                   | Sí, Canal MouTV            |
| Línea de tránsito rápido                        | Sí                         |
| Circula en días festivos                        | Sí                         |